# 760年代
760年代（ななひゃくろくじゅうねんだい）は、西暦（ユリウス暦）760年から769年までの10年間を指す十年紀。

## できごと

### 761年
- スペイン、オビエド開基される。

### 762年
- カリフ・マンスール、バグダードを開基。
- 唐の代宗即位、宦官の程元振を使って李輔国を殺させる。

### 764年
- 藤原仲麻呂の乱後、淳仁天皇を廃して淡路に配流し、孝謙上皇が重祚し、称徳天皇となる。

### 767年
- ブルガリア、空位時代始まる。

### 768年
- 対立教皇コンスタンティヌス2世即位。
- カールがフランク王に即位する。

### 769年
- 宇佐八幡宮神託事件で和気清麻呂が大隅国に流罪。
- ローマ教皇ステファヌス2世、地方公会議を主宰。ローマ教皇の選出法を改定。聖像崇敬を確認。